# Natação nos Jogos Pan-Americanos de 2011 - 200 m peito feminino
As competições dos 200 metros peito feminino da natação nos Jogos Pan-Americanos de 2011 foram realizadas no dia 20 de outubro no Centro Aquático Scotiabank, em Guadalajara.

## Medalhistas
| Ouro   | CAN Ashley McGregor   |
| Prata  | USA Haley Spencer     |
| Bronze | USA Michelle McKeehan |

## Recordes
Antes desta competição, os recordes mundiais e olímpicos da prova eram os seguintes:
| Tipo                             | Atleta               | Tempo   | Local          | Data                | Ref |
| -------------------------------- | -------------------- | ------- | -------------- | ------------------- | --- |
|                                  | CAN Annamay Pierse   | 2m20s12 | Roma           | 30 de julho de 2009 | ver |
| Recorde dos Jogos Pan-Americanos | USA Caitlin Leverenz | 2m25s62 | Rio de Janeiro | 22 de julho de 2007 | ver |

## Resultados

### Eliminatórias
| Pos. | Bateria | Raia | Nadador            | País               | Tempo   | Obs. |
| ---- | ------- | ---- | ------------------ | ------------------ | ------- | ---- |
| 1    | 2       | 5    | Ashley McGregor    | CAN Canadá         | 2:29.32 | QA   |
| 2    | 2       | 4    | Haley Spencer      | USA Estados Unidos | 2:29.51 | QA   |
| 3    | 2       | 3    | Hanna Pierse       | CAN Canadá         | 2:31.73 | QA   |
| 4    | 1       | 5    | Alia Atkinson      | JAM Jamaica        | 2:32.33 | QA   |
| 5    | 1       | 4    | Michelle McKeehan  | USA Estados Unidos | 2:32.68 | QA   |
| 6    | 2       | 2    | Julia Sebastián    | ARG Argentina      | 2:35.12 | QA   |
| 7    | 2       | 7    | Byanca Rodríguez   | MEX México         | 2:35.43 | QA   |
| 8    | 1       | 6    | Mijal Asis         | ARG Argentina      | 2:35.85 | QA   |
| 9    | 1       | 3    | Arantxa Medina     | MEX México         | 2:39.15 | QB   |
| 10   | 1       | 2    | Michele Schmidt    | BRA Brasil         | 2:39.63 | QB   |
| 11   | 2       | 6    | Thamy Ventorini    | BRA Brasil         | 2:41.52 | QB   |
| 12   | 1       | 1    | Daniela Victoria   | VEN Venezuela      | 2:42.02 | QB   |
| 13   | 2       | 8    | Lisa Blackburn     | BER Bermudas       | 2:45.36 | QB   |
| 14   | 2       | 1    | Patricia Casellas  | PUR Porto Rico     | 2:48.83 | QB   |
|      | 1       | 7    | Mckayla Lightbourn | BAH Bahamas        |         | DNS  |

### Final B
| Pos. | Raia | Nadador           | País           | Tempo   | Obs. |
| ---- | ---- | ----------------- | -------------- | ------- | ---- |
| 1    | 6    | Daniela Victoria  | VEN Venezuela  | 2:38.52 |      |
| 2    | 4    | Arantxa Medina    | MEX México     | 2:39.17 |      |
| 3    | 5    | Michele Schmidt   | BRA Brasil     | 2:39.22 |      |
| 4    | 3    | Thamy Ventorini   | BRA Brasil     | 2:41.86 |      |
| 5    | 2    | Lisa Blackburn    | BER Bermudas   | 2:44.86 |      |
| 6    | 7    | Patricia Casellas | PUR Porto Rico | 2:47.15 |      |

### Final A
| Pos.              | Raia | Nadador           | País               | Tempo   | Obs. |
| ----------------- | ---- | ----------------- | ------------------ | ------- | ---- |
| Medalha de ouro   | 4    | Ashley McGregor   | CAN Canadá         | 2:28.04 |      |
| Medalha de prata  | 5    | Haley Spencer     | USA Estados Unidos | 2:29.30 |      |
| Medalha de bronze | 2    | Michelle McKeehan | USA Estados Unidos | 2:30.51 |      |
| 4                 | 6    | Alia Atkinson     | JAM Jamaica        | 2:30.96 |      |
| 5                 | 3    | Hanna Pierse      | CAN Canadá         | 2:31.06 |      |
| 6                 | 7    | Julia Sebastián   | ARG Argentina      | 2:32.74 |      |
| 7                 | 1    | Byanca Rodríguez  | MEX México         | 2:35.15 |      |
| 8                 | 8    | Mijal Asis        | ARG Argentina      | 2:35.21 |      |

Legenda
| Recorde mundial                  | Recorde mundial (World record)               |                       | Recorde africano                      | Recorde africano (African) |                                           | Q | Classificado por posição (Qualified) |
| Recorde dos Jogos Pan-Americanos | Recorde pan-americano (Pan-American record)  | Recorde da América    | Recorde da América (Americas)         | q                          | Classificado por melhor tempo (Qualified) |   |                                      |
| Melhor marca do ano              | Melhor marca do ano (World leading)          | Recorde asiático      | Recorde asiático (Asian)              | DNS                        | Não largou (Did not start)                |   |                                      |
| Recorde nacional                 | Recorde nacional (National record)           | Recorde europeu       | Recorde europeu (European)            | DNF                        | Não terminou (Did not finish)             |   |                                      |
| Recorde pessoal                  | Recorde pessoal do atleta (Personal best)    | Recorde da Oceania    | Recorde da Oceania (Oceania)          | DSQ / DQ                   | Desclassificado (Disqualified)            |   |                                      |
| Recorde da temporada             | Recorde da temporada do atleta (Season best) | Recorde sul-americano | Recorde sul-americano (South America) | NM                         | Sem marca (No mark)                       |   |                                      |